# Ghiacciaio Taylor (Terra di Mac Robertson)
Il ghiacciaio Taylor (in inglese Taylor Glacier) è un ghiacciaio della Terra di Mac. Robertson, in Antartide.
Localizzato ad una latitudine di 67° 26′ S ed una longitudine di 60° 51′ E, si estende appena ad est di cape Bruce con una larghezza di circa 3 km.
Scoperto il 18 gennaio 1931 durante la spedizione BANZARE di Douglas Mawson, è stato intitolato a Griffith Taylor, geologo della spedizione Terra Nova.